# 汉斯-于尔根·里迪格
汉斯-于尔根·里迪格（德語：Hans-Jürgen Riediger，1955年12月20日—），德国男子足球运动员，司职前锋。他曾代表东德国奥队参加1976年夏季奥林匹克运动会足球比赛，获得一枚金牌。